# I brottets gränsland
I brottets gränsland (originaltitel: Across the Tracks) är en amerikansk dramafilm från 1991 i regi av Sandy Tung. 

## Handling
Billy Maloney (Rick Schroder) släpps ut från ungdomsfängelset, där han suttit dömd för bilstöld, brott begånget halvt på skämt som slutade med att Billy hamnade i ungdomsfängelse medan hans kamrat Louie (David Anthony Marshall) kom undan. 
Mamma Rosemary (Carrie Snodgress) är överlycklig över att ha sin son hemma igen. Men tiden i ungdomsfängelset har förändrat honom och hans bror Joe (Brad Pitt) är inte så road av sin brors hemkomst. De måste dela rum igen och gemenskapen med mamman, som drabbats av alkoholproblem efter makens död, påverkas. 
Joe är en framstående löparstjärna i skolan och hoppas på stor framgång i distriktsmästerskapet. Billy behöver utlopp för sin energi och bestämmer sig för att också börja löpträna, dock i ett konkurrerande lag. Billys gamle kompis Louie dyker upp och snart är Billy i full gång igen med diverse småstölder och narkotikamissbruk. Konflikten mellan bröderna är ett faktum när Joe får höra om broderns återfall i kriminalitet. 
Joe ser det som sitt ansvar att försöka styra bort sin lillebror från brottets bana, och under deras ständiga konflikter kommer de närmare varandra och börjar respektera varandra. Billy börjar tävla i samma lag som Joe och när det är dags för distriktsmästerskapet står tävlingen mellan de två bröderna.